# Trận đồn Stevens
Trận đồn Stevens diễn ra trong các ngày 11–12 tháng 7 năm 1864, tại khu tây bắc Washington, D.C., là một phần của Chiến dịch Thung lũng 1864 thời Nội chiến Hoa Kỳ, giữa lực lượng Liên minh miền Nam dưới quyền trung tướng Jubal A. Early và lực lượng Liên bang miền Bắc của thiếu tướng Alexander McD. McCook. Mặc dù Early đã gây kinh hoàng cho chính phủ phe miền Bắc, nhưng lực lượng tiếp viện của thiếu tướng Horatio G. Wright cùng với tuyến phòng thủ vững chắc tại đồn Stevens đã giúp giảm đến mức tối thiểu sự đe dọa về mặt quân sự và Early đã phải rút lui sau hai ngày giao chiến mà không có một nỗ lực tấn công nghiêm túc nào. Trận đánh này đáng chú ý bởi sự có hiện diện của Tổng thống Abraham Lincoln khi ông tham gia theo dõi cuộc chiến.
Do đó, chiến thắng của quân đội Liên bang đã ghi dấu lần đầu tiên và lần duy nhất mà Tổng thống Hoa Kỳ ngồi giữa làn đạn kể từ sau cuộc Chiến tranh Hoa Kỳ - Anh Quốc (1812).